# YMER&MALTA
 (septembre 2022).
 (septembre 2022).
La mise en forme du texte ne suit pas les recommandations de Wikipédia : il faut le « wikifier ».
Les points d'amélioration suivants sont les cas les plus fréquents. Le détail des points à revoir est peut-être précisé sur la page de discussion.
- Les titres sont pré-formatés par le logiciel. Ils ne sont ni en capitales, ni en gras.
- Le texte ne doit pas être écrit en capitales (les noms de famille non plus), ni en gras, ni en italique, ni en « petit »…
- Le gras n'est utilisé que pour surligner le titre de l'article dans l'introduction, une seule fois.
- L'italique est rarement utilisé : mots en langue étrangère, titres d'œuvres, noms de bateaux, etc.
- Les citations ne sont pas en italique mais en corps de texte normal. Elles sont entourées par des guillemets français : « et ».
- Les listes à puces sont à éviter, des paragraphes rédigés étant largement préférés. Les tableaux sont à réserver à la présentation de données structurées (résultats, etc.).
- Les appels de note de bas de page (petits chiffres en exposant, introduits par l'outil «  Source ») sont à placer entre la fin de phrase et le point final[comme ça].
- Les liens internes (vers d'autres articles de Wikipédia) sont à choisir avec parcimonie. Créez des liens vers des articles approfondissant le sujet. Les termes génériques sans rapport avec le sujet sont à éviter, ainsi que les répétitions de liens vers un même terme.
- Les liens externes sont à placer uniquement dans une section « Liens externes », à la fin de l'article. Ces liens sont à choisir avec parcimonie suivant les règles définies. Si un lien sert de source à l'article, son insertion dans le texte est à faire par les notes de bas de page.
- La présentation des références doit suivre les conventions bibliographiques. Il est recommandé d'utiliser les modèles {{Ouvrage}}, {{Chapitre}}, {{Article}}, {{Lien web}} et/ou {{Bibliographie}}. Le mode d'édition visuel peut mettre en forme automatiquement les références.
- Insérer une infobox (cadre d'informations à droite) n'est pas obligatoire pour parachever la mise en page.

Pour une aide détaillée, merci de consulter Aide:Wikification.
Si vous pensez que ces points ont été résolus, vous pouvez retirer ce bandeau et améliorer la mise en forme d'un autre article.
YMER&MALTA est une maison de création d’objets et de mobilier d’art contemporain. Ce studio produit des séries d'exemplaires numérotés ou sur-mesure dessinés par des designers. Sa spécificité tient à sa réalisation en deux temps : l'élaboration d'un dessin avec un designer puis la réalisation confiée à des artisans d’art français, supervisés et poussés à l'innovation par Valérie Maltaverne, directrice artistique,,.
Valérie Maltaverne créé la société avec le commissaire priseur Remy Le Fur (Ymer pour Rémy en verlan et Malta correspondant aux cinq premières lettres de Maltaverne) et créent Ymer&Malta en 2009,.

## Histoire
Le travail d’Ymer&Malta se décline par collections, lesquelles exploitent chacune un thème différent, une matière ou un savoir-faire. La création d’une collection peut demander entre deux et cinq ans de travail (conception, innovation, fabrication) afin de répondre aux exigences techniques des projets. Ces objets et mobilier sont issus des techniques de l’artisanat d’art français et répondent aux codes du luxe,. Le studio se veut discret et intéresse essentiellement les médias spécialisés.
En 2022, Ymer&Malta compte 9 collections et 90 pièces. Depuis sa création, le studio a été salué par les institutions culturelles pour son travail de valorisation et de rénovation des métiers d’art traditionnels. Plusieurs pièces ont été présentées ou acquises par des musées pour leurs collections.
En 2015, la Cité Internationale de la Tapisserie d’Aubusson, a commissionné la collection La Tapisserie d'Aubusson : The Great Lady. En 2016 la collection Akari Unfolded a été commanditée par le Musée Noguchi,
En 2016, Ymer&Malta a ouvert sa production de mobilier et arts décoratifs aux particuliers,.
En 2019, la directrice artistique Valérie Maltaverne est faite chevalier des arts et des lettres.
Ymer&Malta s'inscrit dans la démarche du Slow Made, un mouvement valorisant le temps du bel ouvrage,,. À ce titre, Valérie Maltaverne est régulièrement sollicitée pour des conférences en France et à l'étranger.

## Réalisations notables

### 2010 - Marbre Poids Plume
Cette collection a permis de créer des pièces en marbre très légères.

### 2018 - Akari Unfolded: Une Collection YMER&MALTA
Collection commanditée par le Musée Noguchi à New York en hommage à la série de lampes Akari, de l’artiste nippo-américain Isamu Noguchi.

### 2020 - Collection commissionnée par la Cité Internationale de la Tapisserie
En 2015, Emmanuel Gerard, directeur de la cité de la tapisserie et Bruno Ythier, conservateur en chef de Cité Internationale de la Tapisserie d’Aubusson choisissent Ymer&Malta pour renouveler le savoir-faire de la tapisserie,. Le projet comporte sept pièces mêlant la tapisserie au mobilier. Initialement planifié sur trois ans, il s’étend finalement sur cinq années pour permettre aux liciers et à Valérie Maltaverne de trouver des solutions techniques à la réalisation des dessins des designers. Le premier exemplaire de chaque pièce a intégré la collection permanente du musée de La Cité Internationale de la Tapisserie d’Aubusson en 2020. Ces pièces ont été présentées dans le cadre de l’exposition "10 ans de création contemporaine" en 2020 à la Cité internationale de la tapisserie à Aubusson.

### 2022 - Eidos, Commande du Mobilier national
Le Mobilier national commande au studio un ensemble constitué d’une bibliothèque, d’un bureau, d’une lampe de bureau, d’un lampadaire et d’une applique. Toutes les pièces sont en noyer et cuir. L'ensemble est livré en 2022 et baptisé Eidos. Il a été réalisé par le studio avec le designer Benjamin Graindorge,. L'ensemble est présenté par le Mobilier National lors de l'édition de mars 2023 de la TEFAF à Maastricht.

### 2024 - Exposition Christie's
En janvier 2024, le studio est invité à exposer ses créations chez Christie's Paris. À cette occasion, plusieurs conférences sur le sujet des métiers d'art et de la valorisation des savoir-faire et des artisanats français et du Slow Made sont proposées.